# Assemblea Nacional de Kenya
L'Assemblea Nacional és la cambra baixa del Parlament de Kenya. Entre 1966 i 2013, va servir com una cambra unicameral. En 2013, en l'onzena legislatura, es va convertir en la cambra baixa quan es va restablir el Senat.
Té un total de 349 escons: 290 elegits dels districtes electorals, 47 dones triades dels comtats i 12 representants designats. El president serveix com a membre ex officio.
El Tribunal Superior de Kenya va ordenar als legisladors que introduïssin quotes de gènere, o s'enfronterien a la seva dissolució a mitjans de la dècada de 2010, després de la implementació de la Constitució de 2010.